# 潮汐河流
潮汐河流，也叫感潮河川、（亦作沖，音同）、河涌，是存在週期性反复流动和水位变化的入海河流，受潮汐和上游径流影響较大，常设有防潮桥闸和潮水位站，其中受潮汐影响最大的河段称感潮河段。钱塘江就是一条潮汐河流，在杭州灣形成錢塘潮。

## 詞源
《说文解字》中，「沖」字的解释是“涌搖也。从水中。讀若動。直弓切。”而「涌」的是「滕也。从水甬聲。一曰涌水，在楚國。余隴切。」「涌」在當時沒有對應現代cung1（粵語拼音）/chōng（大陸普通話）/ㄔㄨㄥ（台灣國語）的发音，因此推測“沖”为原字。作为地名用字的“冲” 在楚地核心区的湖南北部也有广泛分布。而“涌水”亦为楚国河流名，因此地名用字「涌」或來自楚文化，可能與楚文化隨漢人南遷有關。

## 例子
在廣州、深圳、东莞、香港、澳門一带，许多地名都含有「涌」字；也有些寫作同音的“冲”。
- 香港：东涌、南涌、深涌、溪涌、泥涌、葵涌、大涌、鰂魚涌、麻涌、沙鱼涌、蠔涌、大欖涌、涌尾
- 澳門：鴨涌、菜園涌
- 深圳：西涌、葵涌、大冲
- 廣州：东濠涌、沙河涌、上涌、罗冲围[5]、猎德涌
- 佛山：黎涌

有些地名如東涌、西涌、葵涌、大涌、深涌等名字，在粵港兩地都有。